# Meeting de Karlsruhe
Le Meeting de Karlsruhe (Indoor Meeting Karlsruhe) est une compétition internationale en salle d'athlétisme se déroulant tous les ans à l'Europahalle de Karlsruhe, en Allemagne. L'épreuve fait partie du World Indoor Tour (auparavant World Indoor Meetings), circuit de meetings internationaux régi par l'IAAF. Le meeting est disputé pour la première fois en 1985.
Le 1er janvier 2014, l'Éthiopienne Genzebe Dibaba bat le record du monde du 1500 m en 3 min 55 s 17.

## Records

### Records du monde
Plusieurs records ou meilleures performances mondiales de tous les temps ont été améliorés lors du meeting de Karlsruhe :
| Année | Épreuve    | Record        | Athlète                 | Nationalité | Réf.  |
| ----- | ---------- | ------------- | ----------------------- | ----------- | ----- |
| 1989  | 300 m      | 32 s 19       | Robson Caetano da Silva | Brésil      | [ 1 ] |
| 1998  | 3 000 m    | 7 min 26 s 15 | Haile Gebreselassie     | Éthiopie    | [ 2 ] |
| 2008  | 60 m haies | 7 s 68        | Susanna Kallur          | Suède       | [ 3 ] |
| 2014  | 1 500 m    | 3 min 55 s 17 | Genzebe Dibaba          | Éthiopie    | [ 4 ] |

### Records du meeting

#### Hommes
| Épreuve          | Record        | Athlète                  | Nationalité        | Date             | Réf.  |
| ---------------- | ------------- | ------------------------ | ------------------ | ---------------- | ----- |
| 60 m             | 6 s 45        | Ronald Pognon            | France             | 13 février 2005  | [ 5 ] |
| 200 m            | 20 s 61       | Tobias Unger             | Allemagne          | 13 février 2005  | [ 6 ] |
| 300 m            | 32 s 19       | Robson Caetano da Silva  | Brésil             | 24 février 1989  |       |
| 400 m            | 46 s 11       | Thomas Schönlebe         | Allemagne de l'Est | 11 février 1990  |       |
| 800 m            | 1 min 44 s 15 | Yuriy Borzakovskiy       | Russie             | 27 janvier 2001  |       |
| 1 000 m          | 2 min 17 s 01 | Mehdi Baala              | France             | 13 février 2005  | [ 5 ] |
| 1 500 m          | 3 min 33 s 08 | Daniel Kipchirchir Komen | Kenya              | 13 février 2005  | [ 6 ] |
| Mile             | 3 min 53 s 74 | Jens-Peter Herold        | Allemagne          | 1er mars 1994    |       |
| 2 000 m          | 4 min 56 s 23 | Jens-Peter Herold        | Allemagne          | 6 mars 1993      |       |
| 3 000 m          | 7 min 26 s 15 | Haile Gebrselassie       | Éthiopie           | 25 janvier 1998  |       |
| 60 m haies       | 7 s 38        | Allen Johnson            | États-Unis         | 22 février 1995  |       |
| Saut en hauteur  | 2,31 m        | Troy Kemp                | Bahamas            | 1er mars 1994    |       |
| Saut à la perche | 5,91 m        | Renaud Lavillenie        | France             | 6 février 2016   | [ 7 ] |
| Saut en longueur | 8,38 m        | Larry Myricks            | États-Unis         | 7 février 1998   | [ 8 ] |
| Triple saut      | 17,46 m       | Jadel Gregorio           | Brésil             | 15 février 2004  |       |
| Lancer du poids  | 21,33 m       | David Storl              | Allemagne          | 1er février 2014 | [ 9 ] |

#### Femmes
| Épreuve          | Record        | Athlète             | Nationalité | Date             | Réf.   |
| ---------------- | ------------- | ------------------- | ----------- | ---------------- | ------ |
| 60 m             | 7 s 04        | Irina Privalova     | Russie      | 11 février 1996  |        |
| 200 m            | 22 s 50       | Irina Privalova     | Russie      | 31 janvier 1992  |        |
| 400 m            | 50 s 84       | Helga Arendt        | Allemagne   | 7 février 1998   |        |
| 800 m            | 1 min 57 s 48 | Maria Mutola        | Mozambique  | 15 février 2004  |        |
| 1 500 m          | 3 min 55 s 17 | Genzebe Dibaba      | Éthiopie    | 1er février 2014 |        |
| 3 000 m          | 8 min 26 s 41 | Laura Muir          | Royaume-Uni | 4 février 2017   | [ 10 ] |
| 60 m haies       | 7 s 68        | Susanna Kallur      | Suède       | 10 février 2008  |        |
| Saut en hauteur  | 2,05 m        | Ariane Friedrich    | Allemagne   | 15 février 2009  |        |
| Saut à la perche | 4,76 m        | Silke Spiegelburg   | Allemagne   | 13 février 2011  |        |
| Saut en longueur | 7,06 m        | Heike Drechsler     | Allemagne   | 31 janvier 1994  |        |
| Triple saut      | 14,88 m       | Yamile Aldama       | Cuba        | 29 janvier 2003  |        |
| Lancer du poids  | 18,41 m       | Christina Schwanitz | Allemagne   | 4 février 2017   | [ 11 ] |